# Sciades binhanus
Sciades binhanus là một loài bọ cánh cứng trong họ Cerambycidae.